# Gerhard Rühlmann
Gerhard Rühlmann (* 13. Februar 1930 in Halle (Saale); † 21. November 2005 ebenda) war ein deutscher Ägyptologe.
Gerhard Rühlmann legte 1949 sein Abitur ab und machte danach zunächst ein Praktikum in einer Volksbücherei. 1950 begann er ein Studium der Geschichte an der Martin-Luther-Universität Halle-Wittenberg (MLU), 1952 wechselte er zur Fachrichtung Orientarchäologie. 1954 bestand er die Diplomprüfung und wurde 1955 planmäßiger wissenschaftlicher Aspirant. 1957/58 konnte er eine Studienreise nach Ägypten unternehmen. Die Promotion erfolgte im September 1959 bei Heinz Mode und Friedrich Schlette, Thema der Dissertation war Die Entwicklung der wissenschaftlichen Illustration im archäologischen Schrifttum. (Unter besonderer Berücksichtigung der Orientarchäologie), anschließend wurde Rühlmann wissenschaftlicher Oberassistent am Archäologischen Seminar. Im Dezember 1968 habilitierte er sich mit einer Arbeit zum Thema Untersuchungen zur ägyptischen Nischensymbolik, Gutachter waren erneut Mode sowie Siegfried Morenz. Später wurde er Hochschuldozent für Ägyptologie an der Sektion Orient- und Altertumswissenschaften an der MLU. Rühlmann beschäftigte sich vorrangig mit der Repräsentationsarchitektur Altägyptens. Seine populärwissenschaftlichen Bücher erreichten meist mehrere Auflagen und wurden zum Teil auch in andere Sprachen übersetzt.

## Schriften
- Kleine Geschichte der Pyramiden. VdK, Dresden 1962.
- Die Nadeln des Pharao. Ägyptische Obelisken und ihre Schicksale. VdK, Dresden 1968.
- Die orientalische Archäologie an der Martin-Luther-Universität Halle-Wittenberg (1948–1969). Bibliographische Übersicht über die Publikationstätigkeit der Mitarbeiter. Martin-Luther-Universität, Halle 1970.